# Anton Tsirin
Anton Tsirin (in kazako Антон Цирин?; Tashkent, 10 agosto 1987) è un calciatore kazako di origini uzbeke, portiere del Qyzyljar.

## Palmarès

### Competizioni nazionali
- Birinşi Lïga: 1

Qızıljar: 2019